# Nicola Selva
Nicola Selva (født 4. juli 1962) er sanmarinesisk politiker og forhenværende sprinter. Han er sammen med Michele Muratori de nuværende regentkaptajner i San Marino efter at have overtaget embedet 1. april 2019.

## Karriere
Som sprinter deltog Selva i OL 1992, hvor han var med på San Marinos hold i 4 × 100-meterløb.
Selva er uddannet i industriel teknologi fra Leon Battista Alberti-instituttet i Rimini.

## Politisk løbebane
Selva har siddet i Consiglio Grande e Generale (San Marinos parlament) fra 2006 til 2011 og igen fra 2012. I 2016 var han med til at stifte partiet Repubblica Futura (Fremtidens Republik), som han repræsenterer på posten som regentkaptajn.